# 고이코 카차르
고이코 카차르(Gojko Kačar, 1987년 1월 26일 ~ )는 세르비아의 전 축구 선수로, 포지션은 중앙 미드필더 또는 수비형 미드필더이다. 이른 나이에 세르비아 U-21 대표팀에 선발되어 주목을 받았으며, FK 보이보디나 유스팀 출신으로 2008년, 300만유로에 헤르타 베를린으로 이적했다. 카차르는 2007년 네덜란드에서 열린 21세 이하 유럽 축구 대항전에 국가대표로 선발되었지만 단 한 경기에만 출전했다. 2:0으로 진 잉글랜드와의 경기에서 그의 얼굴을 볼 수 있었다.
2008년 9월 7일, 2009 21세 이하 유럽 축구 대항전의 헝가리와의 예선전에서 혼자서 무려 5골이나 퍼부으며 팀의 8:0 대승을 이끌었다. 그리고 본선에서 치른 세 경기에서 세르비아 21세 이하 팀은 단 한 골만을 기록했는데, 바로 그 골을 카차르가 넣었다.
카차르는 2010 피파 남아공월드컵 최종 엔트리 23인에 발탁되었지만 스탄코비치, 조바노비치 등과 같은 쟁쟁한 미드필더 진의 경쟁에서 밀려 선발로 출전하지 못했다. 2010 남아공 월드컵에서 카차르는 예선전 독일과의 경기에서 교체 선수로 20여분간 뛰었고, 월드컵에서 그의 얼굴을 볼 수 있는 유일한 시간이었다.